# Deforestación en Argentina

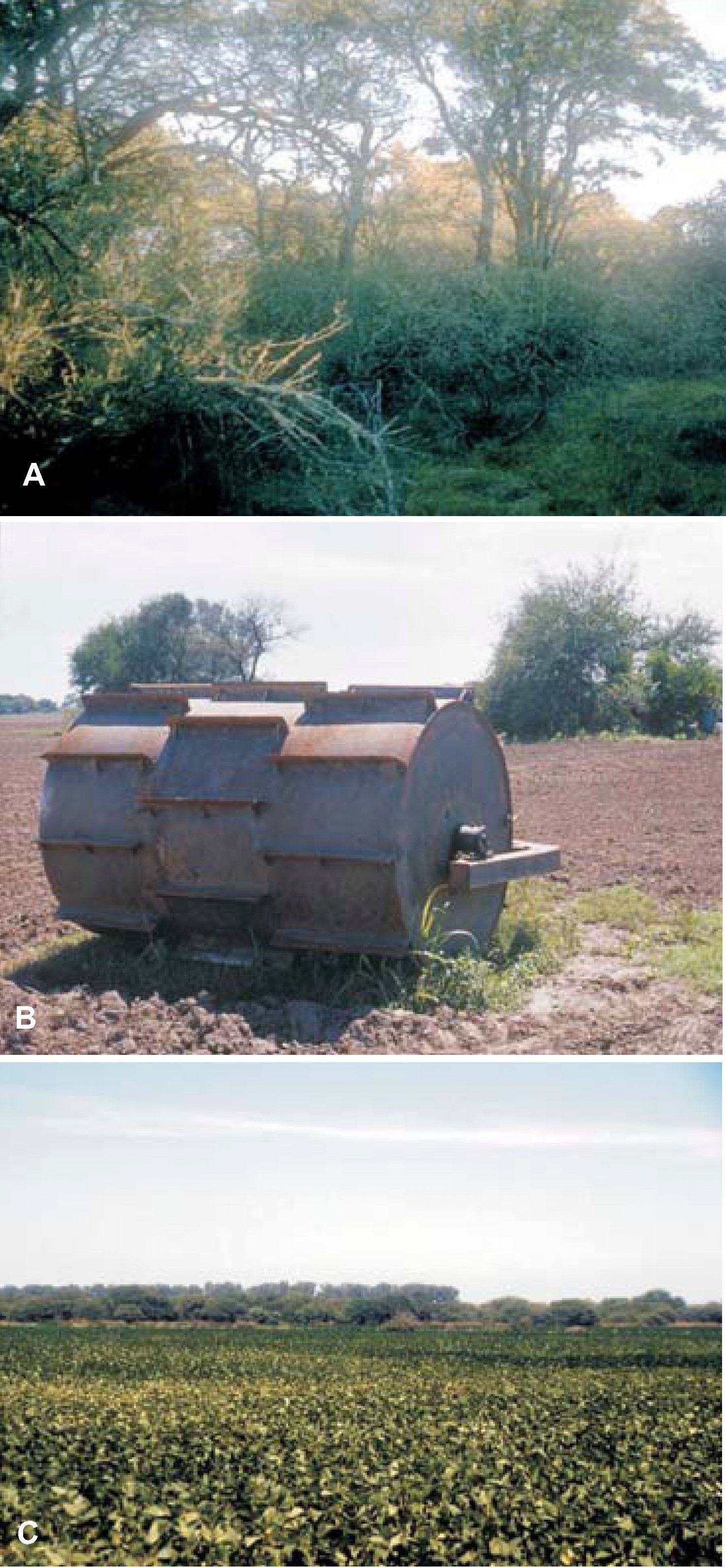
Los ecosistemas boscosos en los trópicos y subtrópicos están siendo rápidamente reemplazados por monocultivos. En Argentina, la región chaqueña está siendo deforestada a una velocidad de las más aceleradas del mundo para dar lugar a las plantaciones de soja transgénica.

La deforestación en Argentina es una de las principales causas de degradación de ambientes, aumento de inundaciones y de pérdida de biodiversidad. Según estimaciones de la FAO, la tasa de deforestación en Argentina es de un 0.8 % de deforestación anual, una de las más altas de América del Sur.Las prácticas de estos sectores no incluyen técnicas de conservación y regeneración, por lo que su estrategia es talar y deforestar hasta agotar el recurso.
La tasa de deforestación es actualmente de un promedio de 1.1 millones de hectáreas anuales. El 80 % de la deforestación en Argentina se concentra en cuatro provincias: Santiago del Estero, Salta, Formosa y Chaco. La región chaqueña es la más afectada por la deforestación y Santiago del Estero es la provincia argentina donde más se ha deforestado. Durante 2020, a pesar de la pandemia por el coronavirus, la tasa de deforestación aumentó con respecto al 2019.
La deforestación también contribuye a la contaminación del aire. Entre 2002-2013 el promedio de emisiones anuales brutas por deforestación fue de 101 141 848 de toneladas de CO2 equivalente (CO2e), y en 2017 se calculaba que la deforestación había aportado, junto con la agricultura, el 44 % de las emisiones totales del país.

## Terminología
En Argentina se utiliza popularmente el término «desmontes» para referirse al proceso de deforestación. El término «desmontar» significa «cortar en un monte o en parte de él los árboles o matas». Probablemente la frecuencia con la que se utiliza en Argentina desmonte como sinónimo intercambiable con deforestación se relacione al hecho de que el proceso de deforestación en Argentina ocurre mayormente en los ecosistemas de tipo monte chaqueño. Sin embargo, a pesar de su popularidad, el término «desmonte» no tiene una definición técnica precisa como sí la tienen «deforestación» y «degradación».

## Tasa de deforestación
La ausencia de datos durante buena parte del siglo XX dificulta las tareas de dimensionar la superficie inicial del área forestal del país, pero se estima que el territorio argentino a principios del siglo XX estaba cubierto en un 30 % de su superficie por áreas forestales nativas.: 21 Se calcula que en 1914 existían más de cien millones de hectáreas de bosque nativo.
| Deforestación de bosque nativo por provincia |                               |                               |                               |                             |                             |                                 |                                 |
|                                              | Superficie bosque nativo (ha) | Superficie bosque nativo (ha) | Superficie bosque nativo (ha) | Superficie deforestada (ha) | Superficie deforestada (ha) | Tasa anual de deforestación (%) | Tasa anual de deforestación (%) |
| Provincia                                    | 1998                          | 2002                          | 2006*                         | 1998-2002**                 | 2002-2006*                  | 1998-2002                       | 2002-2006*                      |
| Chaco                                        | 5 107 780                     | 4 939 466                     | 4 811 975                     | 117 974                     | 127 491                     | −0.57 %                         | −0.65 %                         |
| Córdoba                                      | 1 108 769                     | 979 095                       | 885 165                       | 122 798                     | 93 930                      | −2.93 %                         | −2.52 %                         |
| Formosa                                      | 3 073 011                     | 3 052 119                     | 3 021 823                     | 19 977                      | 30 296                      | −0.16 %                         | −0.25 %                         |
| Misiones                                     |                               | 1 212 460                     |                               | 67 233                      | 62 412                      |                                 |                                 |
| Salta                                        | 7 235 736                     | 6 931 705                     | 6 516 771                     | 194 389                     | 414 934                     | −0.69 %                         | −1.54 %                         |
| Santa Fe                                     | 554 799                       | 530 354                       | 519 027                       | 20 737                      | 11 327                      | −0.95 %                         | −0.54 %                         |
| Santiago del Estero                          | 6 608 826                     | 6 193 836                     | 5 678 608                     | 306 055                     | 515 228                     | −1.18 %                         | −2.17 %                         |

## Historia de la deforestación

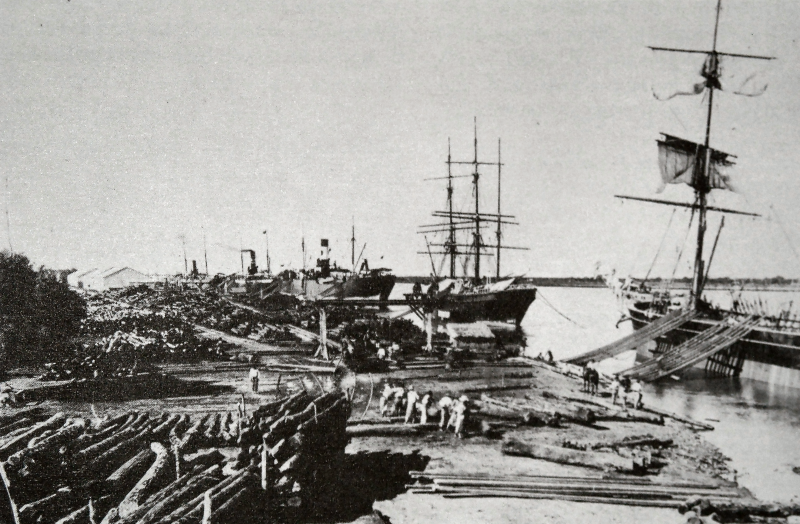
Puerto de Colastiné (Santa Fe) a principios del. Nótese los árboles talados listos para ser embarcados.

### Cambios en la gestión del bosque
En la región chaqueña, las comunidades originarias de Argentina gestionaban el bosque mediante el fuego, creando diferentes parches de vegetación que les servían para atraer animales herbívoros destinados a la caza. Esta gestión regulaba la relación entre los bordes de los pastizales y los bordes del bosque. Con el desplazamiento de las poblaciones originarias y la colonización europea, la intensidad y frecuencia de los fuegos se vio reducida, dando paso a un nuevo tipo de vegetación que resultó en el deterioro y cambio en la composición del bosque. Los colonos europeos también introdujeron el ganado en la región, llevando al sobrepastoreo. Los colonos además cortaron aquellas especies de árboles que encontraban valiosas para su consumo. Esto produjo una alteración en la composición y estructura del bosque, llevando a su degradación.

### Construcción del ferrocarril
La explotación forestal en la región chaqueña argentina comenzó a partir de 1880, en el sector oriental, con la introducción del ferrocarril. A principios del siglo XX las empresas ferrocarriles británicas cambiaron el durmiente de hierro por el de quebracho, lo que llevó a un aumento en la demanda de este material y a un incremento en la deforestación. Los árboles se utilizaban para la construcción de postes, durmientes y taninos para las vías del ferrocarril.

### Expansión del modelo agroexportador
La demanda de postes y varillas del sector agroexportador de la región agrícola pampeana incrementó la presión sobre la región chaqueña argentina.
A principios del siglo XX, la producción vitivinícola en la zona de Cuyo impulsó a que la región chaqueña ubicada en la zona de los Llanos de la Rioja empezara a ser explotada forestalmente. La producción vitivinícola necesitaba madera para vasijas, toneles y espaldares.

### Producción de leña y combustible
La explotación forestal en la zona de los Llanos de la Rioja estuvo orientada a la producción de leña y combustible para la zona del Litoral argentino. Con la expansión del ferrocarril a La Rioja, hubo un aumento en las cargas de leña y carbón entre principios del siglo XX y 1940 que iban destinados al Litoral.

### La Forestal
Un informe realizado en 2004 por la Secretaría de Ambiente y Desarrollo Sustentable de la Nación y el INTA (Instituto Nacional de Tecnología Agropecuaria) estudió en detalle la devastación de los bosques naturales y el proceso de desertificación causados en el norte de la provincia de Santa Fe, principalmente por la acción de La Forestal.

## Causas

### Causas directas

#### Expansión de la agricultura
La expansión de la frontera agrícola es una de las principales causas de la deforestación. 

#### Tala de bosques
La tala de bosques se produce de manera legal e ilegal. En la región chaqueña argentina, la tala en los períodos 1985-2005 representó más de 40 000 ha.

### Causas indirectas

#### Aumento del precio de la tierra
El aumento en el precio de la tierra tiene un impacto sobre la deforestación. En Argentina, el aumento en el precio de la tierra en la región pampeana ocasionó que el cultivo de soja se desplazara a las regiones del norte de Córdoba. Un estudio de 2019 encontró que el precio de la tierra agrícola en las provincias con bosques nativos capturaba el efecto de la expansión de la agricultura y las demandas de exportación, donde un aumento del 1 % en los precios de la tierra marcaba un aumento del doble en la tasa de deforestación.

#### Cambios tecnológicos
La región chaqueña se caracteriza por su clima seco, poco apto para los cultivos. Sin embargo, la introducción de nuevas tecnologías de siembra directa, que tienen una tasa de infiltración más alta y mayor capacidad de almacenamiento del agua, ocasiona que los cultivos se muevan a áreas más marginales, impulsando la deforestación. La soja resistente al glifosato y otras variedades transgénicas contribuyen a que pueda ser cultivada en suelos poco aptos para la agricultura.

#### Deuda externa y devaluación
A nivel global, existe evidencia de que las variables macroeconómicas tienen un impacto sobre el desarrollo de las prácticas agrícolas, en particular, las tasas de intercambio, las fluctuaciones de la moneda y los servicios de la deuda externa. Los programas de alivio de deuda externa pueden tener un impacto sobre la deforestación, previniendo que se deforesten más áreas. En Argentina, la deuda externa y la devaluación han actuado como variables macroeconómicas que impulsan la deforestación.

## Consecuencias

### Impacto sobre la fauna
El impacto en la fauna es grande, con algunas especies que en el corto plazo parecen no sufrir los efectos de la deforestación y otras que se ven directamente impactadas.
Un estudio realizado en 1999 encontró que el mono aullador negro en el norte chaqueño argentino modificaba su dieta a partir de la deforestación, pero que no se veía significativamente afectado por el avance del humano sobre el bosque.

### Impacto sobre los ecosistemas
Un estudio publicado en 2009 encontró que la fragmentación del hábitat en el bosque chaqueño argentino afectaba a comunidades tróficamente enlazadas de plantas, insectos minadores de hojas y sus parasitoides, aplicando un análisis en tres niveles tróficos. El estudio analizó 630 especies (241 plantas, 135 insectos y 254 parasitoides), encontrando que una reducción en el área de hábitat resultó en casi un 50 % de reducción en la diversidad de las plantas, un 30 % en la de los insectos minadores, y casi la mitad de los parasitoides. Además, el estudio confirmó que las especies raras se perdieron de manera más rápida que las especies más generalistas, es decir, aquellas cuya dieta es más variada. Los procesos de extinción locales y la sinergia en la interacción de las especies podría generar efectos en cascada, incrementando los efectos de la fragmentación y generando interrupciones en procesos ecológicos básicos.

### Impacto sobre los recursos hídricos
Un estudio de 2013 se centró en estudiar el impacto de la deforestación sobre la salinización del agua subterránea. El estudio descubrió que los cambios en el uso de la tierra en las planicies semiáridas del Chaco aumentan la tasa de salinización.

### Impacto sobre las personas
Las comunidades indígenas wichís del Chaco se han visto particularmente afectadas por la deforestación. Además, la situación irregular de la tenencia de la tierra entre estas comunidades ocasiona que existan conflictos permanentes con los productores de soja. Las comunidades indígenas de Salta también sufren los impactos de la deforestación. En particular, la situación irregular de tenencia de la tierra ocasiona que sean víctimas de violencia y desalojos.

## Deforestación ilegal
La sanción de la Ley de Bosque Nativo en 2007 creó una serie de organismos estatales dedicados a monitorear los bosques nativos y a implementar medidas para su protección. La sanción ayudó a frenar parcialmente la deforestación, pero hay estimaciones de que se deforestaron 1.1 millones de hectáreas desde la sanción de la Ley de Bosques, en parte debido a que la deforestación en Argentina presenta un alto grado de informalidad e ilegalidad. Algunas prácticas ilegales están bien documentadas, incluyendo la utilización de incendios forestales intencionales para reconvertir el suelo a prácticas agrícola-ganaderas, como los incendios forestales de 2020. Un informe del 2004 estimaba que el sector informal en la economía forestal representaba entre el 40 % y el 60 % del total.

### Caso de La Moraleja S.A.

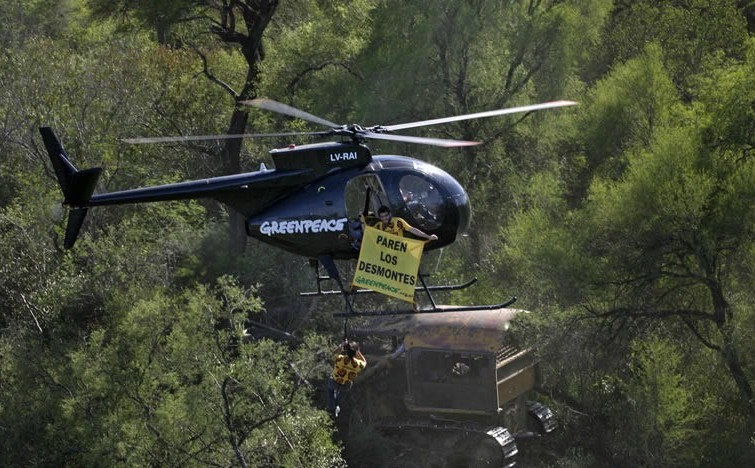
Campaña de Greenpeace en 2006. En el fondo se observa una excavadora y un helicóptero de Greenpeace con un cartel que llama a frenar la deforestación.

A mediados de 2017, Greenpeace Argentina realizó una campaña para denunciar a Sprite por prácticas poco éticas de sus subcontratistas. En un cartel colgado en el Obelisco, le reclamaban a Sprite que reforestara las 3000 hectáreas de bosques nativos que la empresa La Moraleja S.A. deforestó en la provincia de Salta. La «Finca La Moraleja», propiedad de Ángel Sanchís, es una de las principales productoras de limones del país, y tenía en el 2017 un contrato a veinte años con Coca-Cola para la provisión de jugo de limón. La empresa obtuvo sus permisos de explotación antes de que la provincia de Salta finalizara el Ordenamiento Territorial exigido por la Ley de Bosques, con varias irregularidades en el proceso. Tras la protesta de Greenpeace Argentina, La Moraleja emitió un comunicado expresando que se encontraba trabajando con la Fundación ProYungas para la restauración de bosques nativos en Salta. A fines de 2017, La Moraleja perdió la certificación de agricultura sostenible emitida por la Rainforest Alliance.

### Incendios forestales intencionales
Los incendios forestales provocados por el humano son una forma de deforestación que consiste en la quema de grandes áreas de bosque (principalmente humedales) con el objetivo de destinar el suelo a otros usos, fundamentalmente agropecuarios. Los incendios forestales en Argentina en 2020 fueron identificados como intencionales para destinar los suelos a la producción agrícola-ganadera.

## Monitoreo

### Organismos estatales
El órgano administrativo responsable de generar los datos sobre bosques nativos es la Unidad de Manejo del Sistema de Evaluación Forestal (UMSEF), que depende del Ministerio de Ambiente y Desarrollo Sostenible de la Nación. La UMSEF desarrolla el Portal del Sistema Nacional de Monitoreo de Bosques Nativos.

### Organismos científicos
El Laboratorio de Análisis Regional y Teledetección de la Facultad de Agronomía de la Universidad de Buenos Aires, el Instituto Nacional de Tecnología Agropecuaria y la Red Agroforestal Chaco Argentina realizan un «monitoreo de desforestación en el Chaco seco». El proyecto incluye mapas satelitales, estadísticas y publicaciones relacionadas al monitoreo ambiental y social de los bosques chaqueños.

### Iniciativas ciudadanas
Las organizaciones de la sociedad civil tienen un rol clave en elevar las denuncias por la deforestación, exponer la problemática en los medios de comunicación y en articular territorialmente para evitar la deforestación. También elaboran informes propios que analizan la situación en diversas provincias y a nivel nacional. Algunas de estas iniciativas son:
- Red Agroforestal Chaco Argentina (REDAF).[46]
- Fundación Ambiente y Recursos Naturales (FARN).[47]

La Facultad de Agronomía de la Universidad de Buenos Aires (FAUBA) implementó en 2013 un programa para capacitar a las comunidades wichí en la lectura de imágenes satelitales que les permitieran ubicar más fácilmente los lugares donde se estaban realizando desmontes.

## Acciones contra la deforestación

### Ley de Bosques
La Ley 26.331 de Presupuestos Mínimos de Protección Ambiental de los Bosques Nativos, o Ley de Bosque Nativo, es una norma nacional de Argentina que regula el uso de los bosques nativos. La ley tiene como objetivos reducir la deforestación en Argentina, la conservación de los bosques nativos, la regulación y gestión responsable del uso forestal, y la promoción del manejo sostenible de los bosques. Para ello, la ley determina categorías de conservación de los bosques, crea un fondo fiduciario destinado a la conservación y promoción de manejo responsable de los bosques bajo un modelo de pago por servicios ambientales, y establece autoridades de aplicación cuyo mandato es elaborar datos para monitorear el estado de conservación de los bosques nativos, en coordinación con las provincias.

### Retenciones
Los estudios a nivel global demuestran que un aumento en los impuestos sobre la agricultura de exportación tiene un efecto positivo para la protección de los bosques, ya que reduce los incentivos para producir y consecuentemente ayuda a reducir la deforestación. Las retenciones a las exportaciones implementadas sobre los granos de soja son un mecanismo para prevenir la deforestación. En el período 2016-2018, la ausencia de este impuesto llevó a un incremento en el cultivo de soja y consecuentemente a las actividades de deforestación.

### Proyecto de Ley de Humedales
El proyecto de ley de Humedales es una propuesta de legislación nacional de Argentina para la regulación, protección y conservación de los humedales. Argentina tiene 23 Sitios Ramsar de importancia internacional, y se estima que los humedales cubren aproximadamente el 20% del territorio nacional. Desde el año 2013 se han presentado diferentes proyectos de ley por diferentes fuerzas políticas, pero todos perdieron estado parlamentario.
Durante 2020, la ola de incendios en Argentina y la reacción ciudadana impulsaron el debate y la actividad parlamentaria para aprobar una Ley de Humedales . Si bien se llegó a un dictamen unificado, finalmente el Poder Ejecutivo excluyó el tratamiento de la ley en la agenda de sesiones extraordinarias del Congreso. Esto ocasionó que el proyecto perdiera estado parlamentario a fines de 2021.
En 2022, los sectores de la sociedad civil interesados en el tema continuaron exigiendo la aprobación de una ley de humedales. Una nueva ola de incendios forestales, particularmente en Corrientes y Santa Fe, reavivaron el debate a nivel nacional. Varios diputados y senadores presentaron nuevos proyectos. El diputado Leonardo Grosso presentó el mismo proyecto de ley en 2022 que había sido presentado anteriormente, enfatizando el largo proceso de redacción y consenso que siguió la propuesta parlamentaria. En julio de 2022, El Consejo Federal de Medio Ambiente (COFEMA) elaboró un proyecto propio que tomó como base lo que se había discutido en el Congreso previamente durante 2020. Varias organizaciones criticaron el proyecto por realizar cambios en la definición de humedales, el recorte de derechos en materia de acceso a la información pública y cambios en el sistema de sanciones y moratorias. Como aspecto positivo, se destaca el trabajo conjunto con todas las provincias para consensuar el proyecto. Finalmente, en agosto de 2022 el proyecto de Grosso fue girado a las comisiones parlamentarias para su discusión.
Quienes se oponen a la regulación argumentan que los distintos proyectos de ley afectarán o impedirán actividades agropecuarias, lo que a su vez generará impactos negativos en la generación de empleo y exportaciones.